# Neulliac
Neulliac è un comune francese di 1 548 abitanti situato nel dipartimento del Morbihan nella regione della Bretagna.

## Geografia fisica
Neuillac è circondato dal fiume Blavet (fiume  canalizzato) sul suo lato occidentale e ad oriente dal Canale Nantes-Brest (canale di collegamento dell'Oust con il Blavet).

## Società

### Evoluzione demografica
Abitanti censiti